# Taura: Lands of Alchemy
Taura: Lands of Alchemy es un juego de rol de fantasía oscura renacentista y de estética steampunk publicado por Nosolorol Ediciones.
El libro, dividido en 17 capítulos, está editado en blanco y negro, en pasta blanda, y tiene 320 páginas.
Fue considerado por los aficionados el mejor juego publicado en castellano en 2010 por la Rolesfera.

## Sistema de juego
El sistema de juego de Taura: Lands of Alchemy es DKROL Advance.
Se basa en un dado de 10. Para realizar una acción se coge el nivel del atributo relacionado más bajo y se le suma la dificultad dictada por el director de juego (de 1 a 5, 1 muy difícil, 5 muy fácil). A esta suma se le puede aplicar un penalizador o un bonificador de -3 a +3. Nunca se permite penalizar o bonificar el dado; sólo a la dificultad.

## Ambientación
En esencia, la ambientación de Taura: Lands of Alchemy es renacentista y steampunk, sobre todo en las grandes ciudades, aunque también hay sociedades en territorios lejanos, que se encuentran ancladas en viejas monarquías medievales obsesionadas con mantener al pueblo subyugado por la superstición, así como algunos pocos reinos que intentan avanzar hacia el futuro a través de la tecnología. De este modo, Taura: Lands of Alchemy ofrece un mundo de aventuras no anclado al medievo, pero que, aun así, permite crear partidas de ese estilo.
Hay alquimia, magia, espadas y armas de fuego antiguas. Además, los duelos aparecen muy bien reglados y los estilos de lucha han sido creados con la ayuda de la Asociación Española de Esgrima Antigua.
Las religiones son un aspecto importante del juego, ya que todas ellas mantienen una pugna constante para tratar de imponerse a las demás.
Hay seis razas a elegir: aparte de los humanos, están los allastras (hombres alados), los sertes (hombres serpiente), los koldun (que en apariencia son iguales a los humanos pero que pueden usar poderes psíqicos), los bódacks (gente menuda y fornida, dedicada al comercio) y los daourush (una raza subterránea).